# MY 101綜合台
MY 101綜合台（MY 101）是群英社經營的高解像度電視綜合頻道，主打與日本同步播送最新日本動畫、精緻日本電視劇。

## 歷史
- 2012年10月1日，MY 101綜合台在中華電信MOD第101頻道開播，標榜「為14至35歲年輕族群所打造顛覆傳統的頻道」，收視戶必須付費訂閱才能收看。
- 2013年1月21日，MY 101綜合台與富士電視台打造最強日劇王國，中華電信MOD高畫質「101富士連線」正式啟動。
- 2015年12月14日，MY 101綜合台在天外天有線電視第218頻道上架。
- 2016年1月，MY 101綜合台在新北市有線電視第58頻道上架（後改為第54頻道）。
- 2017年11月1日，MY 101綜合台因中華電信MOD頻道編號更改，從101頻道遷移至373頻道 (373屬綜合頻道國外組別)。
- 2018年1月1日，天外天有線電視、新北市有線電視將MY 101綜合台下架。
- 2023年9月30日，於中華電信MOD下架並終止收視

## 另外收看方式
中華電信MOD遙控器按快速鍵「936」，或依步驟「MOD首頁→戲劇→日劇」即可收看。

## 外部連結
- 群英社國際 （页面存档备份，存于）（英文）（繁體中文）
- MY-CARTOON動畫網 （页面存档备份，存于）（繁體中文）
- MOD MY 101綜合台 電視頻道 （页面存档备份，存于）（繁體中文）
- MY 101綜合台 （页面存档备份，存于）  - 中華電信 MOD （繁體中文）
- MY 101綜合台的Facebook專頁
- 「MY 101綜合台」正式開播 MOD訂戶獨享「MY娛樂雙享餐」雙頻優惠！ （页面存档备份，存于）
- 天外天有線電視頻道總表 （页面存档备份，存于）（數位）